# Пйотр К'єлпіковський
Пйотр Анджей К'єлпіковський (пол. Piotr Andrzej Kiełpikowski, нар. 27 листопада 1962, Грудзьондз, Польща) — польський фехтувальник на рапірах, срібний (1996 рік) та бронзовий (1992 рік) призер Олімпійських ігор, чемпіон світу.

## Виступи на Олімпіадах
| Олімпіада      | Дисципліна           | Місце |
| -------------- | -------------------- | ----- |
| Сеул 1988      | індивідуальна рапіра | 5     |
| Сеул 1988      | командна рапіра      | 10    |
| Барселона 1992 | індивідуальна рапіра | 15    |
| Барселона 1992 | командна рапіра      | 3     |
| Атланта 1996   | індивідуальна рапіра | 16    |
| Атланта 1996   | командна рапіра      | 2     |